# Arielulus
Arielulus — рід ссавців родини лиликових. Містить 3 види, які поширені в Південно-Східній Азії. Arielulus раніше вважався підродом Pipistrellus.

## Характеристики
Розмір від малого до середнього; морда коротка, широка; вуха великі, округлі, з тупими кінцями; хутро чорно-буре, з окремими волосками жовтуватого, оранжевого, червоно-коричневого, мідного або коричневого кольору. 
| Зубна формула    |
| ---------------- |
| I 2 C 1 P 2 M 2  |
| 'I 3 C 1 P 2 M 3 |